# 国际搜索与救援咨询团
国际搜索与救援咨询团（英语：International Search and Rescue Advisory Group，缩写：INSARAG，又译作：国际搜索救援咨询小组），是联合国框架下负责协调国际搜索与救援工作的机构，成立于1991年，秘书处设于联合国人道主义事务协调厅。
INSARAG遵循联合国大会57/150号决议《加强国际城市搜索救援援助的效力和协调》和人道主义原则，致力于增强国际城市搜索救援的有效性和协调性，推进灾害多发国家的灾害救援能力建设，以挽救更多生命、减少痛苦、降低灾害影响。INSARAG制定国际救援协作的通用流程和体系，编写城市搜索与救援队伍的工作指南和最佳方案，主持国际救援队伍分级测评。

## 历史
1991年，INSARAG在德国成立，旨在协调国际地震救援并为搜救队伍指定最低国际标准，以解决1985年墨西哥城大地震、1988年亞美尼亞大地震两次大地震救援行动中各国际救援队所暴露出的训练缺乏、装备不足、协调混乱等问题。
1994年，初版INSARAG指南发布。该指南汇编了各国救援队伍在救援实战和演练中获得的知识、经验与教训，并逐渐成为国际标准。
2002年，联合国大会通过了57/150号决议《加强国际城市搜索救援援助的效力和协调》。该决议将INSARAG指南作为协调国际城市搜索和救援响应的主要参考，并鼓励成员国参与INSARAG。
2005年，INSARAG建立了国际救援队伍分级测评体系（IEC/R），并于同年完成了第一支队伍测评。
2010年，首次INSARAG全球会议在日本兵库县神户市举行，通过了兵库宣言。随后在2015、2021年，在阿拉伯联合酋长国阿布扎比、波兰华沙举办了第二、三届INSARAG全球会议，通过了阿布扎比宣言、华沙宣言。受2019冠状病毒病疫情影响，第三届INSARAG全球会议在线上举办。

## 组织架构
INSARAG由指导委员会、区域组、秘书处、专项工作组和国际城市救援队负责人组成。
- INSARAG指导委员会（英語：INSARAG Steering Group）：由全球主席、区域组主席和副主席、专项工作组主席、IEC联络点和秘书处组成，负责制定INSARAG的战略方向和策略，每年度召开一次全体会议。
- INSARAG秘书处（英語：INSARAG Secretariat）：设在联合国人道主义事务协调厅内，为INSARAG不同部门与救援队伍之间的纽带。
- INSARAG区域组（英語：INSARAG Regional Groups）：INSARAG设有三个区域组：欧非中东区域组、美洲区域组、亚太区域组，每年度召开一次会议，负责落实指导委员会制定的方案与政策。
- 专项工作组（英語：INSARAG Working Groups）：应指导委员会的要求针对特定任务设立，任务完成即解散。
- 国际城市救援队负责人：INSARAG每年组织救援队长年会，讨论救援实战和演练中的经验教训，以提升国际救援队伍的行动能力。

## 国际搜索与救援指南
国际搜索与救援指南，即INSARAG指南，根据各国灾害搜救的经验教训编写，为国际搜索救援工作提供了基本框架和规程，用以指导受灾国家和国际搜索救援队伍的行动。这部指南为各国各地区广泛采用，不仅用于建设国际搜索救援队伍，亦用于提升本地搜索与救援能力。在2020年贝鲁特爆炸事故等国际救援行动中，这部指南也发挥了一定作用。
INSARAG指南是不断修订的，其最初版本发布于1994年，最新版本发布于2020年。
INSARAG英文版发布于INSARAG官方网站。中国地震局震灾应急救援司组织翻译、出版了INSARAG指南的简体中文版，出版信息如下：
| 版本 | 题名                      | 出版时间  | ISBN                   | 出版社     |
| ---- | ------------------------- | --------- | ---------------------- | ---------- |
| 2007 | 国际搜索与救援指南和方法  | 2007年8月 | ISBN 978-7-5028-3083-0 | 地震出版社 |
| 2015 | INSARAG国际搜索与救援指南 | 2017年7月 | ISBN 978-7-03-053727-0 | 科学出版社 |

INSARAG指南（2020年版）分为三卷：
- 第一卷，政策：介绍了INSARAG、国际城市救援行动、国家城市救援能力建设、INSARAG分级测评和复测。
- 第二卷，准备与响应：分为能力建设、行动、分级测评三册，介绍了城市搜救队伍所需能力，为城市搜救提供指导、最低标准和流程说明。
- 第三卷，现场行动指南：面向救援队伍成员的快速参考手册。

INSARAG指南中介绍了用于坍塌建筑物救援的INSARAG标记和信号系统，该系统已成为国际标准。

## 国际救援队伍分级测评及复测
国际救援队伍分级测评及复测（英語：INSARAG External Classification/Reclassification），即IEC/R，是INSARAG根据灾害救援需要建立的标准化救援队伍测评体系。该测评体系将救援队伍根据管理、搜索、救援、医疗及后勤五方面的能力分为了轻型、中型、重型3类。轻型救援队不要求五方面能力俱全，只须具备基本的行动能力；中型救援队则必须具备五方面能力，并且能够应用复杂技术进行搜索与救援；重型救援队在中型基础上，还需要能在两个工作场地同时展开救援，并且连续作业24小时以上。
在IEC测评中，救援队伍须连续36小时在高度拟真的场地中进行救援演练，以展示其专业能力。通过IEC的队伍将被记录在国际城市搜索救援队伍目录中，并在国际救援行动中佩戴INSARAG标识。IEC的有效期为五年，通过IEC的队伍须按期接受复测。INSARAG只对中型和重型救援队伍开展IEC/R，亦只建议中型和重型救援队伍参与国际救援任务，鼓励各国参照IEC对本国队伍进行测评。